# Afinitní chromatografie

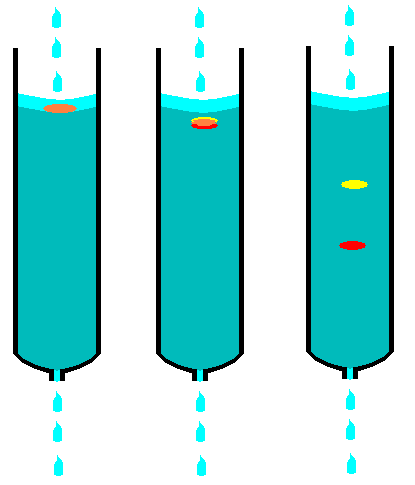
schéma kolony

Afinitní chromatografie umožňuje oddělit z komplexní směsi přinejmenším omezenou skupinu příbuzných proteinů, nebo i jen jeden určitý protein.
Tato technika je založena na použití imobilizovaného ligandu reagující specificky s enzymem, který má být purifikován. Po přidání směsi proteinů k takovémuto ligandu se na něj vážou jen ty proteiny, které s ligandem tvoří silné vazby. Zbytek směsi protéká kolonou beze změny. Navázaný protein se následně euluje z imobilizovaného ligandu pomocí vysoce koncentrovaného roztoku solí nebo i roztokem s rozpustnou formou ligandu.
Tato metoda je velice účinná a dokonce překonává možnosti dosažitelné kombinací více klasických technik najednou.